# Microbrotula
Microbrotula is een geslacht van straalvinnige vissen uit de familie van naaldvissen (Bythitidae).

## Soorten
- Microbrotula bentleyi Anderson, 2005
- Microbrotula greenfieldi Anderson, 2007
- Microbrotula punicea Anderson, 2007
- Microbrotula queenslandica Anderson, 2005
- Microbrotula rubra Gosline, 1953
- Microbrotula andersoni Schwarzhans & Nielsen, 2011
- Microbrotula hamata Schwarzhans & Nielsen, 2011